# George Miller (artiest)
George Kusunoki Miller  (Japans: ジョージ・楠木・ミラー, Jōji Kusunoki Mirā) (Osaka, 18 september 1992), beter bekend onder zijn huidige artiestennaam Joji en voorheen bekend onder de artiestennaam Pink Guy is een Japans-Australische youtuber, zanger, entertainer, en komiek. Als het personage Filthy Frank stond hij jarenlang bekend als komiek. In 2017 stopte hij met komedie om zich volledig te focussen op serieuze muziek als Joji.

## Biografie
Miller werd geboren op 18 september 1992 in Osaka in Japan. Zijn moeder is Japans en zijn vader van Australische afkomst. Miller groeide op in de wijk Higashinada-ku van de stad Kobe. In zijn jeugd schreef hij samen met vrienden voornamelijk muziek en produceerde deze op YouTube. Hij volgde onderwijs aan een Canadese internationale school in Kobe, Japan.
Op 18-jarige leeftijd verhuisde hij naar de Verenigde Staten en begon een studie in Brooklyn, een stadsdeel van New York. Na zijn studie vestigde hij zich in het stadsdeel Manhattan. Hij woont afwisselend in New York en Japan.
Miller leidt, ondanks zijn grote bekendheid, een erg teruggetrokken leven en onthult niet veel over zijn privé leven. Wat verder bekend is, is dat hij enkele gezondheidsproblemen heeft waaronder epilepsie.

## Entertainment carrière

### The Filthy Frank Show (2011-2017)
Miller startte een YouTube kanaal in 2008 met de naam 'DizastaMusic' waar hij o.a. korte, komische sketches op uploadde. In 2011 creëerde hij het personage Filthy Frank. Miller beschreef Frank als de ultieme anti-vlogger. Het personage dat Miller had gecreëerd draaide om een zielige vlogger op de middelbare school, met puisten, een rond brilletje en altijd een blauw overhemd aan dat vooral succes probeerde te krijgen. Typerend hierbij was dat Miller zijn stem verdraaide en schoor schreeuwde om zo een schorre, droge stem voor het personage te creëren. In latere films werd Frank veranderd in een 56-jarige man met keelkanker, waardoor de stem, die met zijn anti-vlogs tips gaf over hoe dingen voor elkaar te krijgen of wat hij en zijn huisgenoten (ook allemaal door Miller gespeeld) meemaakte. De stijl van komedie was voornamelijk bedoeld als schok en zwarte humor waarin racisme, het bespotten en gebruiken van ziektes en geweld geen geschuwde onderwerpen waren.
In 2014 sloot Miller zijn 'DizastaMusic' kanaal en verhuisde de Filthy Frank content naar een eigen kanaal onder de naam 'TVFilthyFrank'. Op dit kanaal werd het verhaal over Frank en zijn huisgenoten uitgebreid tot een compleet verhaal met achtergronden en personage ontwikkelingen. Op 15 augustus 2015 kreeg het kanaal 1 miljoen abonnees.
Naast Frank speelde Miller ook het personage 'Pink Guy'. Een huisgenoot van Frank. Een man in een roze lycra pak die alleen kan communiceren door middel van kreunen, schreeuwen en zingen. Als dit personage uploadde hij in 2013 de eerste Harlem Shake dansvideo, wat destijds  het internetfenomeen van het jaar werd en voor Miller wereldwijde bekendheid creëerde. Het fenomeen verspreidde zich snel als gevolg van de inspanningen van mensen om de video na te doen. In enkele weken tijd werden meer dan 12.000 video’s gecreëerd met in totaal meer dan 44 miljoen weergaven.
Op 29 december 2017 bracht Miller een verklaring uit op Twitter dat hij per direct zou stoppen met het produceren van comedy, inclusief Filthy Frank en Pink Guy. Dit had te maken met serieuze gezondheidsklachten en zijn groeiende desinteresse in het vervolgen van de series en het spelen van de personages. In september 2018 tijdens een interview op BBC Radio 1 vertelde hij dat hij geen andere keuze had om te stoppen met komedie vanwege zijn gezondheid. De stress van het schrijven en filmen leverde hem een aantal epileptische aanvallen op en zijn stembanden waren op de op dat punt zwaar beschadigd door het spelen van Frank, die voornamelijk veel schreeuwde en waarbij Miller een schorre stem gebruikte om als het personage te klinken.

### Nalatenschap
Miller's Filthy Frank heeft een diepgaande impact achtergelaten op de internetcultuur. Miller was als komiek verantwoordelijk voor het ontstaan van vele internetmemes. Zijn show is geprezen als de belichaming van het vreemde.

## Muziek carrière

### Pink Guy (2014-2017)
Miller heeft altijd een passie gehad voor muziek componeren en schrijven. Zijn eerste YouTube kanaal was oorspronkelijk ook bedoeld voor het lanceren en promoten van eigen, geschreven muziek. In een interview met Pigeons and Planes vertelde hij: Ik heb altijd al normale muziek willen maken. Ik ben begonnen met het YouTube-kanaal om mijn muziek te kunnen promoten. Maar toen werden Filthy Frank en  Pink Guy veel groter dan ik ooit had gedacht, dus ben ik daar maar een beetje mee gaan rollen. Na zijn verhuizing naar Manhattan, New York in 2014, breidde Miller zijn muziek carrière uit door eerst met zijn Pink Guy persona te beginnen, wat de weg vrijmaakte voor zijn Joji persona.
Miller bracht vanaf 2014 muziek uit als Pink Guy. Deze muziek is kenmerkend door de komische teksten die trouw zijn aan zijn Filthy Frank YouTube kanaal. Zo zijn de teksten humoristisch, grof en bevatten ze dubbelzinnigheden, verwijzingen naar racisme, geweld, zelfmoord en seks.
Hij begon zijn muziek als het personage Pink Guy uit te brengen onder de naam PinkOmega. Miller bracht twee nummers uit als PinkOmega: "Dumplings" op 4 juni 2015 en "wefllagn.ii 5" op 28 augustus 2015, die beide later werden uitgebracht op het Pink Guy-album Pink Season, waarbij het laatste nummer werd hernoemd naar "We Fall Again".
Zijn debuutalbum Pink Season debuteerde in 2017 op de 70ste plek van de Billboard 200. Onder zijn komische artiestennaam produceerde Miller een mixtape en twee albums. Zijn eerste publieke optreden als Pink Guy volgden op 16 maart 2017 tijdens het South by Southwest festival. Toekomstige tours, inclusief een wereldwijde tour, en een derde album werden in juni 2017 aangekondigd. 
Echter doordat Miller op 29 december 2017 aankondigde te stoppen met alle Filthy Frank-gerelateerde content, inclusief Pink Guy, kregen deze plannen uiteindelijk geen doorgang en werden geschrapt.

### Joji (2015-heden)
Onder de artiestennaam Joji creëerde Miller vooral serieuze muziek. De muziek die niet komisch was, werd in eerste instantie negatief ontvangen door Filthy Frank/Pink Guy fans. Miller besloot daarom als Joji het op een laag pitje te houden. Echter na het stoppen met alle Filthy Frank gerelateerde komedie in 2017, richtte hij zijn carrière en focus voornamelijk alleen op het creëren van serieuze muziek onder deze artiestennaam.
Over zijn carrièreswitch vertelde hij 2018 aan Billboard; Nu mag ik dingen doen die ik wil horen. In het artikel van Billboard specificeerde hij dat 'Joji' geen personage is als Filthy Frank en Pink Guy; Ik denk dat, dat het verschil is, vervolgt hij. Joji is gewoon mezelf.
Miller kondigde oorspronkelijk zijn eerste Joji-album aan op 3 mei 2014. Maar hij annuleerde het project nadat fans massaal aankondigden dat zij hier niet op zaten te wachten en liever zijn eerste Pink Guy album zagen uitkomen. Hierdoor probeerde hij een lange tijd zijn muziek als Joji geheim te houden van zijn fans die voornamelijk alleen zijn komische muziek wilden horen. In 2015 werden de eerste twee Joji singles Thom en You uitgebracht onder een valse alias. Het lekte echter als snel uit dat Miller de eigenaar van het account was. Hierdoor kondigde hij in januari 2016 publiekelijk aan op zijn Instagramaccount dat hij als Joji bezig was met een debuutalbum onder de naam Chloe Burbank: Volume 1.
Daarna volgden in 2017 diverse releases van muziek van zijn hand en bijhorende videoclips op het YouTubekanaal van het Aziatische muzieklabel '88Rising'. Dit waren de nummers "I Don't Wanna Waste My Time", uitgebracht op 26 april 2017, "Rain on Me", uitgebracht op 19 juli 2017, en "Will He", uitgebracht op 17 oktober 2017.
Joji was te zien in het nummer "Nomadic" met de Chinese rapgroep Higher Brothers. Miller trad voor het eerst live op als Joji op 18 mei 2017 in Los Angeles. Het evenement werd gestreamd door de Boiler Room. Op 17 oktober 2017 bracht Miller de debuutsingle uit van zijn eerste commerciële project, "In Tongues". De single, getiteld "Will He", werd uitgebracht op de platforms Spotify en iTunes.
Miller's debuutproject onder de naam Joji, een EP getiteld In Tongues, werd op 3 november 2017 uitgebracht door Empire Distribution. Een deluxe versie van de EP werd uitgebracht op 14 februari 2018 met 8 remixes van nummers van de EP, samen met de release van "Plastic Taste" en "I Don't Wanna Waste My Time" als onderdeel van de tracklist. Joji bracht het nummer 'Yeah Right' uit in mei 2018 en het werd zijn eerste nummer in een Billboard-hitlijst, met een piek op 23 in de Billboard R&B Songs-chart.
Miller debuteerde met het nummer Ballads 1 onder het label 88rising op 26 oktober 2018, wat al snel een hoogtepunt bereikte in de Billboard Top R&B / Hip-Hop Albums Chart. Kort na de release kondigde Miller een Noord-Amerikaanse tournee aan, die begin 2019 negen data beslaat. Op dat moment was hij al op tournee voor "Ballads 1" in Europa.
Op 4 juni 2019 kondigde Miller zijn nieuwe single getiteld "Sanctuary" aan via zijn Instagram-pagina en bracht deze op 14 juni uit. Het ging vergezeld met een muziekvideo, die werd geüpload op het officiële YouTube-kanaal van 88rising.
Joji was te zien in het nummer "Where Does the Time Go?" met de Indonesische rapper Rich Brian op zijn tweede album; The Sailor.
Op 30 januari 2020 kondigde Miller nog een nieuwe single aan, "Run", die op 6 februari 2020 om middernacht werd uitgebracht, naast een videoclip die later die dag werd uitgebracht. Op 2 maart 2020 speelde hij het nummer live in The Tonight Show met Jimmy Fallon.
Op 16 april 2020 kondigde Joji nog een nieuwe single aan, "Gimme Love", die om middernacht uitkwam, en samen met zijn aanstaande album "Nectar", dat oorspronkelijk op 10 juli 2020 zou verschijnen. Op 12 juni 2020 kondigde Joji echter aan dat het album was verschoven naar 25 september 2020 vanwege de COVID-19-pandemie.
Op 9 juni 2022 bracht Joji een nieuwe single uit, genaamd Glimpse of Us. Het nummer piekte op nummer 8 in de Billboard Hot 100, en piekte op nummer 13 in de Nederlandse Singles top 100. Op 26 augustus bracht hij een tweede single uit, genaamd Yukon (Interlude). Op 4 november bracht Joji zijn album "Smithereens" uit, tegelijkertijd met de single "Die For You". Om het album te promoten, toerde Joji van september 2022 tot 2023 door Noord-Amerika.
In februari 2023 zong Joji zijn liedjes in Australië tijdens het jaarlijkse Laneway Festival. Op 6 juni 2023 kondigde Joji de Pandemonium-tour voor Noord-Amerika aan. Hierna werden extra tourdata aangekondigd voor Australië, Nieuw-Zeeland en Azië.

### Muziek Stijl
Joji's muziek wordt het beste beschreven als triphop en lo-fi met elementen van folk, elektronica en R&B combineert. Zijn liedjes worden gekarakteriseerd als "down tempo, melancholische thema's en soulvolle vocalen" met "minimalistische productie".  
Joji zelf classificeert zijn werk als duistere liefdesliedjes.
Hij wordt vergeleken met elektronische artiest James Blake, die hij naast Radiohead, Shlohmo en Donald Glover zelf ook als zijn grote artiestieke invloedheden beschouwt. In een interview met Pigeons and Planes zei Miller dat zijn muziek was geïnspireerd door zijn tijd opgroeien in Osaka.

## Discografie

### Als Pink Guy
- Pink Guy (2014)
- Pink Season (2017)
- Pink Season: The Prophecy (2017)

### Als Joji
- Ballads 1 (2018)
- Nectar (2020)
- Smithereens (2022)